# Куп Југославије у фудбалу 1987/88.
Куп Југославије у фудбалу у сезони 1987/88. је четрдесето такмичење за Пехар Маршала Тита.
У завршницу такмичења су се квалификовала 32  клуба из СФРЈ.
Победник Купа је постао Борац из Бања Луке, по први пут у историји.
Ова сезона Купа у југословенском фудбалу ће остати упамћена по томе што је први пут друголигаш освојио такмичење.

## Шеснаестина финала
| Утак. | Клуб                  | Резултат    | Клуб                |
| ----- | --------------------- | ----------- | ------------------- |
| 1     | Белишће               | 1–1 (3–5 п) | Црвена звезда       |
| 2     | Борац Бања Лука       | 1–1 (3–2 п) | Осијек              |
| 3     | Борац Чачак           | 1–0         | Ријека              |
| 4     | Динамо Винковци       | 2–3         | Сарајево            |
| 5     | Искра Бугојно         | 0–0 (4–3 п) | Партизан            |
| 6     | Јединство Бијело Поље | 0–1         | Жељезничар Сарајево |
| 7     | Лучки Радник Ријека   | 0–2         | Хајдук Сплит        |
| 8     | Младост Петриња       | 1–0         | Сутјеска Никшић     |
| 9     | Олимпија Љубљана      | 1–4         | Челик               |
| 10    | Работнички            | 1–2         | Будућност Титоград  |
| 11    | Раднички Крагујевац   | 0–3         | Приштина            |
| 12    | Раднички Ниш          | 2–1         | Пролетер Зрењанин   |
| 13    | Спартак Суботица      | 1–1 (3–2 п) | Динамо Загреб       |
| 14    | Вележ Мостар          | 3–0         | Раднички Пирот      |
| 15    | Влазними Ђаковица     | 0–2         | Вардар              |
| 16    | Војводина             | 3–2         | Слобода Тузла       |

## Осмина финала
| Утак. | Клуб                | Резултат    | Клуб               | 1. ут. | 2. ут. |
| ----- | ------------------- | ----------- | ------------------ | ------ | ------ |
| 1     | Челик               | 3–4         | Раднички Ниш       | 2–1    | 1–3    |
| 2     | Искра Бугојно       | 2–5         | Приштина           | 1–1    | 1–3    |
| 3     | Црвена звезда       | 2–2 (4–2 п) | Будућност Титоград | 2–0    | 0–2    |
| 4     | Сарајево            | 4–3         | Хајдук Сплит       | 2–2    | 2–1    |
| 5     | Спартак Суботица    | 2–2 (4–5 п) | Борац Бања Лука    | 1–1    | 1–1    |
| 6     | Вележ Мостар        | 9–4         | Борац Чачак        | 7–1    | 2–3    |
| 7     | Војводина           | 2–2 (3–1 п) | Младост Петриња    | 2–0    | 0–2    |
| 8     | Жељезничар Сарајево | 3–6         | Вардар             | 3–0    | 0–6    |

## Четвртфинале
| Утак. | Клуб         | Резултат | Клуб            | 1. ут. | 2. ут. |
| ----- | ------------ | -------- | --------------- | ------ | ------ |
| 1     | Раднички Ниш | 0–6      | Црвена звезда   | 0–0    | 0–6    |
| 2     | Вардар       | 2–1      | Сарајево        | 2–0    | 0–1    |
| 3     | Вележ Мостар | 1–2      | Приштина        | 1–2    | 0–0    |
| 4     | Војводина    | 4–6      | Борац Бања Лука | 3–0    | 1–6    |

## Полуфинале
| Утак. | Клуб          | Резултат    | Клуб            | 1. ут. | 2. ут. |
| ----- | ------------- | ----------- | --------------- | ------ | ------ |
| 1     | Приштина      | 1–1 (1–4 п) | Борац Бања Лука | 1–1    | 0–0    |
| 2     | Црвена звезда | 2–1         | Вардар          | 1–0    | 1–1    |

## Финале
| Клуб                                     | Резултат | Клуб |
| ---------------------------------------- | --- | --- |
| Борац Бања Лука                          | 1 - 0 | Црвена звезда |
| Датум                                    | 11. мај, 1988. | 11. мај, 1988. |
| Стадион                                  | Стадион ЈНА, Београд | Стадион ЈНА, Београд |
| Гледалаца                                | 25.000 | 25.000 |
| Судија                                   | Блажо Зубер, Бачка Паланка | Блажо Зубер, Бачка Паланка |
| Борац Бања Лука (тренер: Хуснија Фазлић) | Слободан Каралић, Стојан Малбашић, Марио Матаја, Милорад Билбија, Звонко Липовац, Дамир Шпица, Амир Дургутовић (74' Миле Шијаковић), Божур Матејић, Суад Беширевић, Ненад Поповић, Сенад Лупић (88' Владо Лемић)        | Слободан Каралић, Стојан Малбашић, Марио Матаја, Милорад Билбија, Звонко Липовац, Дамир Шпица, Амир Дургутовић (74' Миле Шијаковић), Божур Матејић, Суад Беширевић, Ненад Поповић, Сенад Лупић (88' Владо Лемић)        |
| Црвена звезда (тренер: Велибор Васовић)  | Стеван Стојановић, Слободан Маровић, Горан Јурић, Славко Радовановић, Миодраг Кривокапић, Горан Милојевић, Роберт Просинечки, Жарко Ђуровић (71' Дејан Јоксимовић), Борислав Цветковић, Драган Стојковић, Драгиша Бинић | Стеван Стојановић, Слободан Маровић, Горан Јурић, Славко Радовановић, Миодраг Кривокапић, Горан Милојевић, Роберт Просинечки, Жарко Ђуровић (71' Дејан Јоксимовић), Борислав Цветковић, Драган Стојковић, Драгиша Бинић |
| Стрелци                                  | 1-0 Лупић 60' | 1-0 Лупић 60' |

| Победник Купа Југославије у фудбалу 1987/88. |
| -------------------------------------------- |
| Борац Бања Лука 1. титула.                   |